# Douglas Haig
Sir Douglas Haig, I. Haig gróf (Edinburgh, 1861. június 19. – London, 1928. január 29.) skót tábornok, az első világháború alatt előbb a Brit Expedíciós Haderő I. hadtestének, majd 1915-től a brit erők főparancsnoka a nyugati fronton. 1916-ban ő irányította a somme-i csatát, ahol a brit csapatok igen jelentős veszteségeket szenvedtek a jól megerősített német állások ellen végrehajtott roham során. Haig a veszteségek ellenére sem állította le a támadást, és amiatt a háború után a "somme-i mészáros" gúnynevet adták neki.

## Élete
Szeszgyáros családból származott, felmenői whiskeylepárlással foglalkoztak. Edinburghben nőtt fel, tanulmányait a bristoli Clifton College-ben és az oxfordi Brasenose College-ban végezte 1880–1883 között. Tanulmányait egyetemi diplomájának megszerzése nélkül fejezte be, részben betegség miatt, részben pedig azért, mert tiszti pályára akart lépni és a diploma megszerzésének idejére túl idős lett volna. 1883-ban iratkozott be a sandhursti Királyi Katonai Akadémiára és a következő évben befejezte a katonatiszti tanulmányait. Ekkor a brit hadsereg vezérkari akadémiájára küldték (British Military Staff College) mint ígéretes fiatal tisztet. A következő évben a királynő 7. huszárezredében ("7th (Queen's Own) Hussars") kezdte meg szolgálatát, hamarosan hadnagyi rangra léptették elő.

### Katonai pályájának kezdete
Első tengerentúli kiküldetésére is a 7. huszárezred kötelékében került sor, Indiába utazott 1887-ben, ahol 1888-ban kinevezték az alakulat parancsnokának szárnysegédjévé. A következő állomáshelye Szudán volt, ahol részt vett a Herbert Kitchener által irányított brit gyarmati erők szudáni akcióiban, az ún. Mahdi-felkelés ellen. Az 1898-as omdurmani csata során az egységét az egyiptomi hadsereg lovasságához csatolták, Haig pedig Robert George Broadwood alezredes szárnysegédje volt.
A búr háború alatt további adminisztratív pozíciókat töltött be a Dél-Afrikában állomásozó brit haderőnél. John French vezérőrnagy vezérkari főnöke, majd pedig az itt állomásozó lovassági hadosztály vezérkari főnökének helyettese volt. Négyszer említették a nevét a napiparancsban és Dél-Afrikai szolgálata során szoros kapcsolatot épített ki French és Kitchener tábornokokkal, akik az első világháború alatt jelentősen támogatták. A búr háború alatt nyújtott teljesítménye következtében gyorsan előléptették: a háború előtt még csak századosi rangja volt, de 1904-re a brit hadsereg legfiatalabb vezérőrnagya lett.
1901-ben a 17. lándzsás lovasezred (17th Lancers (Duke of Cambridge's Own)) parancsnoka lett, 1902-ben kinevezték VII. Eduárd brit király szárnysegédjévé, majd 1904-ben ismét visszatért Indiába. Kitchener tábornokot az indiai brit haderő főparancsnokává nevezték ki, Haig-et a lovassági alakulatok főszemlélőjévé tette meg.
1906-ban visszatért Angliába és a brit hadügyminisztériumban a vezérkari képzésért felelős igazgató lett. Haig támogatta Richard Haldane hadügyminiszter reformjait, aki a brit hadsereget próbálta felkészíteni a várható európai konfliktusra. 1909-ben visszatért Indiába, az indiai haderő vezérkari főnöke lett. 1912 és 1914 között az aldershoti kiképzőközpont parancsnoka volt és 1914-ben kinevezték V. György brit király szárnysegédjévé.
Az első világháború előtt végrehajtott utolsó nagy brit hadgyakorlat során Haig kapta az egyik fél parancsnokságát. Ellenfele, Sir James Grierson tábornok súlyos vereséget mért rá, ennek ellenére a világháború kitörése után Haig lett a Brit Expedíciós Haderő I. hadtestének parancsnoka. Grierson kapta a II. hadtest parancsnoki tisztét, de Franciaországba érkezése után szívrohamban elhunyt és helyét Sir Horace Smith-Dorrien tábornok vette át.

### Az első világháború alatt

#### 1914
1914 augusztusában Haig segített megszervezni az Európába küldendő Brit Expedíciós Haderőt (British Expeditionary Forces, BEF), amelynek parancsnoka Sir John French marsall lett. Haig kapta a haderő felének, az I. hadtest parancsnoki tisztjét.
Még a haderő megszervezése során került sor az első összeütközésre Haig és French között. Haig és Kitchener hadügyminiszter az Amiens környékére tervezett ellentámadáshoz akarta felvonultatni a csapatokat, míg French Belgiumba akarta küldeni a BEF-t. Haig és Kitchener azzal érvelt, hogy a rosszul felszerelt és súlyos számbeli hátrányban harcoló belga hadsereg összeomlása után a britek pozíciója tarthatatlan lenne Belgiumban és szinte minden felszerelésüket hátrahagyva kellene visszavonulni. Amikor V. György megszemlélte a csapatokat Aldershot-ban, Haig személyesen vetette fel a királynak, hogy "mélységes kétségei" vannak French katonai szakértelmét illetően.
A BEF augusztus 14-én szállt partra Franciaországban és French haditervének megfelelően Belgium felé nyomult előre, ahol Charles Lanrezac francia tábornok 5. hadseregével kellett volna kapcsolatot teremteni Charleroi környékén. A felvonulás során került sor a britek első ütközetére: augusztus 23-án Mons mellett ütköztek meg a német 1. hadsereggel. 70 000 brit katonának és 300 tüzérségi eszköznek kellett felvenni a küzdelmet 160 000 német katonával és 600 tüzérségi eszközzel, de a számbeli hátrány ellenére a britek visszaverték a németeket. Tőlük délre azonban Lanrezac kiadta az utasítást a visszavonulásra és szabadon hagyta a jobb szárnyat, és emiatt a briteknek is vissza kellett vonulnia.
A visszavonulás során az I. és a II. hadtest elvesztette a kapcsolatot, a két egységet a francia-belga határ közelében található Forêt de Mormal választotta el. A két egységnek Le Cateau térségében kellett volna felvenni a kapcsolatot, de Haig csak Landrecies-ig jutott, ahol ismét megütközött a németekkel. A csata utáni French-nek küldött jelentésében jelentősen eltúlozta a németek erejét, aki erre bepánikolt és elrendelte a BEF általános visszavonulását. A következő napon, augusztus 26-án Horace Smith-Dorrien II. hadteste ellentámadást indított a németek ellen Le Cateau mellett, amely lehetőséget adott arra, hogy a visszavonulást rendezetten befejezzék.
Joseph Joffre francia főparancsnok utasításai értelmében a francia csapatok a Marne folyó vonalához vonultak vissza és a briteknek sem volt más választása, minthogy alkalmazkodnak a franciákhoz. French marsall, aki nem nagyon bízott szövetségesei képességeiben és még délebbre, a Szajna vonalához akart vonulni, de Kitchener személyesen győzte meg, hogy maradjon a frontvonalon. A Párizs védelméért vívott csata szeptember 5-én kezdődött, de a BEF alakulatai csak 9-én kerültek harcérintkezésbe a németekkel.
A németek ezután visszavonultak, majd átkaroló hadműveletek sorozatával igyekeztek a francia-brit erők hátába kerülni, akik hasonló taktikával próbálták a németek utánpótlási vonalait elvágni. Az egymást követő ütközetek sorozata a "versenyfutás a tengerhez" néven lett ismert. Az egymást követő manőverek következtében a britek egyre közelebb kerültek a Csatorna partjához, ami megkönnyítette a csapatok utánpótlását, végül az I. ypres-i csata után (1914. október–november) a front megmerevedett és kialakult az állóháború.
Haig-et az év végére a mons-i és ypres-i csatákban tanúsított teljesítménye alapján hadseregtábornokká léptették elő, és 1914 decemberében az I. hadtestből megszervezték az I. brit hadsereget.

#### 1915
1915. során a brit hadsereg legfontosabb feladata a nyugati fronton a francia hadsereg támogatása volt. Az újonnan létrehozott alakulatok kiképzése alig fejeződött be és a briteknek nem állt rendelkezésére elegendő alakulat bármilyen támadó hadművelet végrehajtására.
1915. december 16-án Haig végre elérte, hogy French-et elmozdítsák a BEF éléről és őz nevezték ki a nyugati fronton állomásozó brit csapatok főparancsnokának. Haig személyesen járt közben a királynál, akivel a front megmerevedése után élén levelezést folytatott. Az utolsó csapást az jelentette, amikor a király személyesen látogatta meg a frontvonalbeli csapatokat és Haig French-ről azt jelentette a királynak: "a hadsereg gyengeségének legfőbb forrása és senki sem bízik már benne".

#### 1916
1916-ban került sor egy közös brit-francia offenzívára, amelynek brit részét Haig készítette elő és irányította. A somme-i csata néven ismert ütközet helyét és idejét nem Haig választotta, hanem a franciák, akik a Verdun mellett lekötött csapataikat igyekeztek felmenteni. A franciák még akkor is ragaszkodtak a somme-i támadás folytatásához, amikor Verdunt már nem fenyegették a németek, sők 1916 októberében francia támadásra került sor.
A csata során a britek összesen 420000 főt vesztettek halottakban és sebesültekben, ezzel szemben csak 12 km-re tudtak behatolni a német állásokba. A csatát Haig technikailag példásan készítette elő: a frontvonal és Amiens közötti kb. 35 km-es térséget egy hatalmas katonai táborrá építtette ki, új utak kialakítását rendelte el, amelyek mellett pihenőhelyeket és lőszerlerakatokat hoztak létre, mindenhol tartalékokat halmoztak fel.
… a nemzetnek hozzá kell szoknia a veszteségekhez. A legfelsőbb parancsnokok kiemelkedő képességei, a tisztek és a katonák bármilyen jó kiképzése, a fegyverek és lőszerek terén elért bármilyen fölény ellenére, a győzelmet csak az emberek életének feláldozásával lehet elérni. A nemzetnek késznek kell lennie arra, hogy a veszteségeket elviselje. Haig levele a brit napilapoknak 1916 júniusában.
A csata során alkalmazott taktikai eljárások miatt azonban rengeteg kritikát kapott. Haig parancsnoksága alatt 20 hadosztály vett részt a támadásban, a legtöbb frissen kiképzett, tapasztalatlan katonákkal feltöltve. Óriási tüzérségi előkészítésre került sor, amely azonban nem tudta megsemmisíteni a német védelmet. Haig annyira biztos volt a németek vereségében, hogy katonáit egyenes vonalban, állva meneteltette a német állások felé, ahol a jól kiépített és összehangolt géppuskafészkek hatalmas veszteségeket okoztak: csak a csata első napján 60000 főt vesztettek a britek, amely Haig becenevét, a "somme-i mészárost" eredményezte. Az akkori hadügyminiszter, Lloyd George is sem bízott Haig képességeiben, de nem tudott beleavatkozni a taktikai döntésekbe.

#### 1917

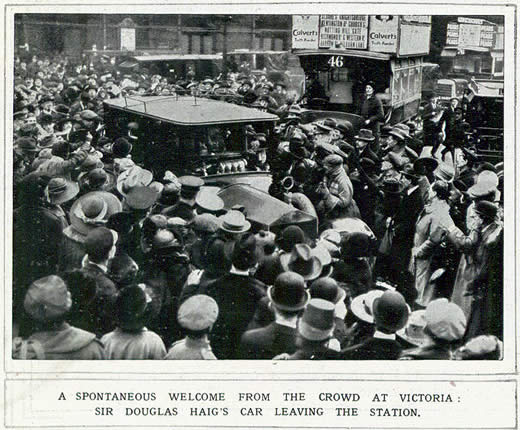
1919-ben nagy tömeg fogadta Haig-et, amikor visszatért Londonba

1917. január 1-jén Haig-ot előléptették a brit hadsereg marsalljává ("field marshal"), ebből az alkalomból V. György kézzel írt üzenetben gratulált, s ezekkel a szavakkal zárta levelét: "Remélem úgy tekint erre, mint a tőlem és a nemzettől kapott újévi ajándékra."
Lloyd George, akit 1916 decemberében neveztek ki miniszterelnöknek, időközben úgy határozott, hogy a brit hadsereget közvetlenül a francia főparancsnok, Robert Nivelle fennhatósága alá utalja, Haig ellenkezése és felháborodása ellenére. Nivelle 1917 áprilisában indította meg a róla elnevezett támadást, amelyet Haig-nak támogatni kellett, ennek érdekében Allenby 3. hadserege Arras körzetében támadta meg a németeket. A britek jelentős sikereket értek el, de sehol sem sikerült a német vonalakat áttörtni, míg a francia támadás teljes kudarccal végződött, a francia hadsereg egyes egységei fellázadtak, Franciaországban politikai válság tört ki és ezzel egy időre szinte lehetetlenné vált a hatékony francia-brit együttműködés a nyugati fronton.
1917 második felében került sor Haig másik nagy hadműveletére: a III. ypres-i csata során a cél a belga partvidék elfoglalása és a Csatornán áthaladó német tengeralattjárók bázisainak felszámolása volt. Az egy évvel korábbi somme-i csatához hasonlóan azonban a hatalmas veszteségekkel szemben csak jelentéktelen területi nyereségeket tudtak elkönyvelni. A britek és szövetségeseik által elszenvedett veszteségek olyan magasak voltak, hogy a csata utolsó fázisában, amikor a kanadai hadtest parancsot kapott a passchendaele-i magaslat elfoglalására, Arthur Currie parancsnok így válaszolt: "Ez öngyilkosság. Nem fogok 16000 jó katonát elfecsérelni egy ilyen lehetetlen célpontra." Bár a támadást később mégis végrehajtották, Currie becslése helytálló volt a veszteségekről.
1917 vége felé került sor a britek új fegyverének, a harckocsiknak az első bevetésére Cambrai környékén. A tankok megjelenése és felhasználása okozta meglepetés miatt a britek kismértékben benyomultak a német arcvonalba, de hamarosan a németek mindent visszafoglaltak a stosstruppen bevetésével.
A nyugati fronton elszenvedett kudarcokkal éles ellentétben állt a közel-keleti front sikere: Allenby tábornok 1917 decemberében foglalta el Jeruzsálemet a törököktől. A jelentős propagandaértékű győzelmet felhasználva Lloyd George megpróbálta kiterjeszteni politikai befolyását a hadsereg vezetése fölé: Haig-nak menesztenie kellett vezérkari főnökét, Lancelot Kiggell dandártábornokot és a hírszerzésért felelős vezérkari tisztjét, Charteris vezérezredes, aki rendszeresen túlbecsülte a várható német veszteségeket (ezzel is bátorítva Haig-et a támadásra). Haig elődjét, Sir John French tábornokot a kormány felkérte, hogy vizsgálja felül Haig stratégiáját, de French nem nagyon tudott használható javaslatokat tenni, sőt Maurice Hankey államtitkár véleménye szerint "csak úgy áradt belőle a gyűlölet, az irigység és a rosszindulat". Jan Christiaan Smuts minisztert titokban Franciaországba küldték, ahol a brit erők főtisztjei között kereste Haig lehetséges utódját – de egyet sem talált. Lloyd George-ot a parlamentben azzal vádolták, hogy a hadsereg utánpótlását Angliában tartja vissza, hogy Haig-nek ne álljon rendelkezésére elegendő katona és ezzel jelentősen hozzájárult az 1918. márciusi német támadás kezdeti sikereihez.

#### 1918
1917 végén a keleti front összeomlott, Oroszország különbékét írt alá Németországgal, aminek eredményeként 1918 elején a német hadvezetés 200 hadosztállyal tudta megerősíteni a nyugati frontot. A németek az első támadást 1918. március 18-án indították és majdnem megsemmisítették a brit 5. hadsereget és éket vertek a brit és a francia csapatok közé. Haig tartalékait északabbra, a Csatorna mentén vonta össze, mivel attól tartott, hogy a német támadás következtében elvesztheti a létfontosságú kikötőket. A következő német támadás során, amelyet valóban Flandriában indítottak a németek, a 2. portugál hadsereg szinte teljesen megsemmisült, jelentős rést nyitva a brit arcvonalon. Haig ekkor adta ki 1918. április 11-i híres napiparancsát: Nincs más lehetőség, csak a kitartó küzdelem! Minden állást az utolsó emberig védelmezni kell: a visszavonulás nem engedélyezett. Hátunkat a falnak vetve és ügyünk igazába vetett hittel, mindegyikünknek a végsőkig kell vívnia ezt a küzdelmet. A két német támadás eredményeként a britek elvesztették az összes területet, amit az előző két évben súlyos áldozatok árán elfoglaltak.
Májusra azonban a német támadások lendülete elfogyott, július-augusztusra pedig már biztosra vehető volt a németek veresége. A francia-amerikai csapatok a második marne-i csata során, a brit-kanadai-ausztrál 4. hadsereg pedig az amiens-i csata során mért vereséget a németekre – utóbbit Ludendorff német tábornok a német hadsereg fekete napjaként jellemezte. Haig vezetésével a brit haderő benyomult Belgiumba, megrohamozta és elfoglalta a Hindenburg-vonalat. Az úgynevezett 100 napos hadjárat során a brit hadsereg történelme egyik legnagyobb győzelmét aratta a kimerült, demoralizált és az összeomlás határára került német hadsereggel szemben: összesen 188 700 hadifoglyot ejtettek és 2840 német tüzérségi eszközt zsákmányoltak, miközben majdnem Brüsszelig nyomultak előre.

## Élete a háború után
A háború befejezése után Haig nemesi címet kapott, illetve az angol parlament mindkét háza hivatalosan köszönetet mondott a hadsereg irányításáért. Hazatérte után a Nagy-Britanniában állomásozó honi csapatok főparancsnokává nevezték ki. 1920-ban vonult nyugdíjba és a veteránok támogatásával, segélyezésével foglalkozott. A brit birodalomban utazva igyekezett a veteránok helyzetére felhívni a köz figyelmét, támogatásával jött létre a Haig Fund a veteránok segélyezésére, és a Haig Homes alapítvány lakhatásuk támogatására. Részt vett a brit fegyveres erők veteránjait tömörítő Royal British Legion létrehozásában, amelynek haláláig elnöke is volt.

## Rangjai
- Hadnagy (1885. február)
- Százados (1891)
- Őrnagy (1899)
- Alezredes (1901)
- Ezredes (1903)
- Vezérőrnagy (1904)
- Altábornagy (1910)
- Vezérezredes (1914. november)
- Tábornagy (1917. január 1-től)

## Megítélése a korabeliek és az utókor szemében
A háború után Haig-et számos kritika érte az irányítása alatt, különösen a nyugati fronton, különösen a somme-i csata során elszenvedett magas veszteségek miatt. Innen kapta becenevét is, mert ezután már csak a "Somme-i mészáros" (Butcher of the Somme) néven emlegették a katonák. Haig kritikusai között voltak a fronton szolgáló fiatal tisztek, akik jobban ismerték a fronton uralkodó körülményeket, mint Haig, aki sohasem látogatta meg a brit lövészárkokat. Basil Liddell Hart hadtörténész szerint, aki szintén a nyugati fronton szolgált a háború alatt, szintén azzal vádolta Haig-et, hogy a valóságot figyelmen kívül hagyva tervezte és vezette az 1918-as nyári offenzívát.
Az első támadást a háború alatt aktív politikusok visszaemlékezései vezették. Winston Churchill, aki "World Crisis" című könyvét még Haig életében írta, Haig-et egy sebészhez hasonlította, aki érzelmek nélkül, csak a páciens hosszú távú érdekeit figyelembe véve cselekszik, nem törődve azzal, hogy közben milyen fájdalmakat okoz. Egy fejezetben azonban azzal vádolta meg, hogy a német géppuskák tüzét bátor emberek mellkasával fogta fel.
Lloyd George 1936-ban kiadott háborús emlékirataiban (War Memoirs) sokkal kíméletlenebb volt, mivel Haig ekkor már halott volt, George pedig már nem volt jelentős politikai szereplő. Kigúnyolta Haig akkoriban megjelent emlékiratait (biztos gondosan megszerkesztették), Haig-et feladatához képest intellektuálisan és vérmérsékletileg elégtelennek, valamint a francia Foch marsallhoz viszonyítva második vonalbelinek találta, bár átlagon felüli volt hivatásában – bár inkább kitartásának, mint intelligenciájának köszönhetően. George saját bizalmatlanságát annak tulajdonította, hogy véleménye szerint Haig nem volt tisztában még a nyugati front alapvető realitásaival sem, nem beszélve a háború másik frontjairól, illetve hogy jó tanácsadók helyett inkább "úriemberekkel" szerette magát körbevenni. Továbbá kritizálta Haiget, amiért nem volt meg a nagy katonai parancsnokokhoz méltó személyisége, amiért elődje, Sir John French ellen áskálódott, amiért bűnbakokat keresett az 1918-as tavaszi német offenzíva során elszenvedett vereségekért. Egy alkalommal Lloyd George úgy írta le Haig-et, hogy briliáns – a lába ujjától a csizmája száráig.
Miután Haig alakját a művészetekben is meglehetősen előnytelenül ábrázolták, az emberek többségében az maradt meg róla, hogy parancsnoksága során érzéketlen volt katonái szenvedése iránt, és könyörtelenül küldte tízezrével őket a halálba olyan hiábavaló és végül sikertelen támadások során, mint a somme-i csata, vagy a harmadik ypres-i csata. Időnként a kritikák nem csak Haig-re, hanem a brit tábornoki karra irányulnak, amelyet ő képviselt – elsősorban John Laffin ("British Butchers and Bunglers of World War One") és John Mosier ("Myth of the Great War") történészek munkáiban. 1998-ban egy brit napilap november 11-én, a fegyverszüneti egyezmény aláírásának napján azt követelte, hogy rombolják le Haig emlékművét (amely a Whitehall-on található). Norman Stone ironikusan a legnagyobb skót tábornoknak nevezte Haig-et, mivel a legtöbb angol katona halálát okozta.
Paul Fussell a "The Great War and Modern Memory" című könyvében azt írta, hogy bár nem akarok nagyon durva lenni Haig-hez, akit már így is megrágalmaztak, de ma már úgy tűnik, hogy a háború a végsőkig próbára tette a derék, komoly skót személyiségét, hiszen a helyzet az elmésség és találékonyság katonai megfelelőit igényelte. Haig egyik sem volt. Ehelyett makacs volt, önelégült, merev, intoleráns – különösen a franciákkal szemben – és kimondottan nem volt humorérzéke. Haig egyik legnagyobb öröksége, hogy ma minden intelligens és valamennyi képzelőerővel megáldott személy meg van arról győződve a polgári és katonai vezetés javaíthatatlan alkalmatlanságáról.
A fentiek ellenére volt, aki dicsérte Haig-et. John Pershing amerikai tábornok szerint Haig volt az, aki megnyerte a háborút. Brian Bond 2002-es The Unquiet Western Front: Britain's Role in Literature and History című könyvében azt írta, hogy talán a civilizált és liberális társadalom egyik jellemzője, hogy keblére öleli és ünnepli vereségeit, megszállottan foglalkozik a legrosszabb harckörülményekkel és sosem bocsátja meg Haig marsallnak, hogy győzedelmeskedett.
Haig egyik legerőteljesebb védelmezője John Terraine történész volt, aki The Educated Soldier címmel adta ki Haig életrajzát 1963-ban. Terraine értékelése szerint Haig olyan jelentős katonai vezető volt, mint John Churchill (1650–1722), Marlborough első hercege, vagy Arthur Wellesley, Wellington hercege, Napóleon legyőzője. Haig elemzését követve Terraine is úgy érvelt, hogy az ellenség erejét, a hadseregek helyzetét és a haditechnikai akkori állapotát figyelembe véve az egyetlen lehetséges stratégiát követte: állóháborúban felmorzsolni Németország erejét, majd 1918-ban megadni neki a kegyelemdöfést. Gary Sheffield történész szerint, bár az elmúlt negyven évben sokan támadták Terraine elemzését, még senkinek sem sikerült megcáfolnia azt.
Haig védelmezői azt is kiemelik, hogy parancsnoksága alatt a brit és a birodalom más országaiból érkező katonák igenis adoptálták az új taktikákat és fegyvereket, illetve hogy a harckocsikra és a géppuskára koncentráló érvek nem veszik figyelembe, hogy a háborút lényegében a szemben álló tüzérségek uralták és az egyik legnagyobb probléma mindig is a tüzérség tüzének és a gyalogság előrehaladásának összehangolása volt (ekkor még nem voltak rádiók). Egyesek azt állítják, hogy Haig-et kritizálják beosztottjai hibáiért, akik nem tudták megfelelően összehangolni a támadásokat és nem nyújtottak megfelelő tüzérségi támogatást a támadó gyalogságnak.
Haig kiegyensúlyozottabb értékelését tette közzé Les Carlyon ausztrál történész, aki szerint Haig csak lassan alkalmazkodott a tüzérség megfelelő használatához, hogy elegendő mennyiségben vonja össze a gyalogság támogatására, de fenntartotta, hogy Haig támogatta beosztottjait, olyan briliáns hadtest és hadosztályparancsnokokat, mint pl. Herbert Plumer, Arthur Currie és John Monash, akik viszont teljes mértékben megértették és a gyakorlatba is átültették ezeket az elveket, ugyanakkor megvolt az oka annak is, hogy miért támogatott kevésbé jó képességű parancsnokokat is.
Haig-et sokáig kritizálták azért, hogy – lovassági tiszt létére – előnyben részesítette a lovassági alakulatokat, a lövészárok-hadviselés realitásaival szemben. A kritikusok viszont elfelejtik, hogy a nyugati fronton igenis bevetették a lovassági egységeket, elsősorban azokon a pontokon, ahol a frontot gyorsan meg kellett erősíteni (bár a katonák a harcot már lóról leszállva vívták). Még 1918-ban, a harckocsik megjelenése után is jelentős szerep jutott a lovasságnak, mivel az első harckocsik lassúak, megbízhatatlanok voltak és a német csapatok üldözésében jelentős szerep jutott a lovasságnak. Még az 1920-as években egy beszédében is azt feltételezte, hogy a lónak továbbra is jelentős szerepe lesz – bár egyesek emiatt kinevették, de Haig csak annyiban hibás, hogy nem látta – nem is láthatta – előre, hogy a belső égésű motor és a harckocsi mekkora fejlődésen megy keresztül a jövőben. Emellett azt sem szabad figyelmen kívül hagyni, hogy még a villámháborús stratégiát követő Németország haderejében is lovak vontatták a tüzérségi eszközök nagy részét és az ellátmányt szállító kocsikat.
A Haig-el szimpatikus elemzők, John Terraine, Gary Sheffield, Richard Holmes és Gordon Corrigan nem felejtik el megemlíteni, hogy ha valóban olyan könyörtelen, érzéketlen, inkompetens parancsnok lett volna, amilyennek ma gondolják, akkor nem tudta volna kivívni a győzelmet. Emellett felhívják a figyelmet azokra a nehézségekre, amelyekkel Haig-nek szembe kellett nézni: a brit hadseregek kikpzetlensége és tapasztalatlansága, a felszerelés elégtelensége, a terep nehézségei, a parancsnokok és a csapatok közötti összeköttetés nehézségei. Utóbbi különösen jelentős, mivel a rádiókészülékek túlságosan nagyok voltak, telefonvonalakat viszont nem lehetett lefektetni az állandó tüzérségi tűz miatt, ezért a tábornokoknak tényleg nem volt más választása, mint a fronttól pár kilométerre kialakított főhadiszállásról irányítani a harcot. Haig támogatói, csakúgy mint a korabeli tábornokok, emellett rámutatnak, hogy a nyugati front volt az első világháború legjelentősebb harcszíntere, ahol Németország 150-200 hadosztályt vetett be, hátországához közel. A front összeomlása itt vagy Párizs, vagy a Ruhr-vidék elvesztésével járt volna, amit egyik fél sem engedhetett meg magának, ezért mindenáron itt kellett kicsikarni a győzelmet. Lloyd George és Winston Churchill próbálkozásai, hogy máshol nyissanak frontokat a németek ellen (Dardanellák, Palesztina) lényegében csak a brit erőforrásokat forgácsolták szét anélkül, hogy bármilyen eredményt elértek volna.
A modern történészek véleménye szerint, az első világháború során a tömeghadseregek szárazföldi összecsapásai a nyugati fronton (ahogy a második világháborúban a keleti fronton is) elkerülhetetlenné tették a hatalmas veszteségeket, és ha lett volna gyors, olcsó és kis veszteséggel járó módja az állóháború megtörésének és a győzelem gyors kivívásának, azt egyik fél sem találta meg. Ludendorff 1918-as tavaszi offenzívája is gyorsan kifulladt és egyre nagyobb veszteségeket okozott, miután a britek rendezni tudták soraikat (megintcsak a szállítás, utánpótlás és a tüzérségi támogatás problémái miatt). Ebből a szempontból összehasonlították az első világháború nyugati frontját és a második világháború egyik legjelentősebb csatáját, a normandiai partraszállást és úgy találták, hogy az egységek létszámához viszonyítva Normandiában a britek sokkal több veszteséget szenvedtek, mint az első világháborús csaták során.

### Haig alakja a művészetekben
Haig alakja ihlette a Rowan Atkinson által készített Fekete Vipera sorozatban feltűnő, érzéketlen és katonái felvetéseit füle mellett elengedő Sir Anthony Melchett tábornokot, illetve az 1969-ben készült "Oh! What a Lovely War" (Ó, mily tündéri háború!) című komédia gonosz főtisztjét.